# Collisione aerea di New York del 1960
Venerdì 16 dicembre 1960, un Douglas DC-8 di United Airlines, diretto all'aeroporto Internazionale John F. Kennedy di New York, si scontrò a mezz'aria con un Lockheed L-1049 Super Constellation in fase di avvicinamento all'aeroporto LaGuardia di New York. Il Super Constellation si schiantò a Miller Field, Staten Island, e il DC-8 a Park Slope, Brooklyn; la collisione provocò la morte di tutte le 128 persone sui due aerei e di sei persone a terra. Al momento dello scontro, fu il peggior disastro aereo mai avvenuto nella storia dell'aviazione. Il bilancio delle vittime fu superato solo otto anni dopo dall'abbattimento del C-130 Hercules dell'USAF del 1968. In termini di aviazione commerciale, il bilancio delle vittime venne superato solo dall'incidente del volo Viasa 742 nel 1969, che si schiantò poco dopo il decollo provocando la morte di tutte le 84 persone a bordo dell'aeromobile e di 71 a terra. La collisione divenne nota come l'incidente aereo di Park Slope o l'incidente aereo di Miller Field, rispettivamente i siti di caduta di ciascun aereo. L'incidente fu anche la prima perdita e il primo incidente mortale che coinvolse un Douglas DC-8.

## Gli aerei
Gli aerei coinvolti furono due:
- Un Douglas DC-8-11, marche N8013U, numero di serie 45290, numero di linea 22. Aveva volato per la prima volta il 19 ottobre 1959 ed era stato consegnato a United Airlines il 22 dicembre. Era spinto da 4 motori turboventola Pratt & Whitney JT3C-6. Al momento dell'incidente, l'aereo aveva circa un anno e aveva accumulato 2 434 ore di volo.[6]
- Un Lockheed L-1049 Super Constellation, marche N6907C, numero di serie 4021. Aveva volato per la prima volta nel 1952 ed era stato consegnato l'8 agosto a Trans World Airlines. Era spinto da 4 motori turboelica Wright R-3350 (975C18CB1). Al momento dell'incidente, l'aereo aveva circa otto anni e aveva accumulato 21 555 ore di volo.[7][8]

## L'incidente

### Il contesto
Alle 10:21 Eastern Time, il volo United 826 avvisò tramite la radio ARINC - che trasmise il messaggio al centro di manutenzione di UAL - che uno dei ricevitori VOR lungo il suo percorso aveva smesso di funzionare. Al controllore del traffico aereo, tuttavia, non fu detto che il volo aveva un solo ricevitore, il che rese più difficile per i piloti del volo 826 identificare l'intersezione Preston, oltre la quale non avevano ancora ricevuto l'autorizzazione.
Alle 10:25 Eastern Time, il controllo del traffico aereo autorizzò il volo 826 ad abbreviare la rotta verso il punto di intersezione di Preston (vicino a Laurence Harbour, New Jersey) di 19 chilometri. Tale autorizzazione includeva delle istruzioni di attesa. Il volo 826 doveva ridurre la sua velocità prima di raggiungere tale punto, fino a 210 nodi (390 km/h). Tuttavia, si stima che il DC-8 stesse volando a 301 nodi (557 km/h) al momento dello scontro con il volo TWA, diverse miglia oltre il limite di spazio di Preston.
Durante l'indagine, United affermò che il VOR di Colts Neck era inaffidabile (piloti testimoniarono a favore di questa affermazione). ("Preston" era il punto in cui la via aerea V123 - la radiale 050 al largo del VOR di Robbinsville - attraversa la radiale Solberg a 120 gradi e la radiale Colts Neck a 346 gradi). Tuttavia, il rapporto finale della CAB non riferì di alcun problema al VOR di Colts Neck.
Le condizioni meteorologiche prevalenti erano pioggia leggera e nebbia (che era stata preceduta da nevicate).

### La collisione
Secondo il FDR del DC-8, l'aereo era 19 chilometri fuori rotta e, per 81 secondi, scese con una velocità verticale di 3 600 piedi (1 100 m) al minuto (18 m/s); riuscì a rallentare da più di 400 nodi (740 km/h) a 301 nodi (557 km/h), pochi secondi prima della collisione.
Uno dei motori di destra del DC-8 colpì il Constellation proprio davanti alle sue ali, facendo a pezzi quella parte della fusoliera. Quest'ultimo entrò in una picchiata con i detriti che continuavano a cadere, mentre si disintegrava durante la sua spirale verso il suolo.
L'impatto strappò il motore del DC-8 dal suo pilone. Avendo perso un propulsore e gran parte dell'ala destra, il volo della United Airlines rimase in aria solo per un altro minuto e mezzo.
Il DC-8 si schiantò a Park Slope, Brooklyn, all'incrocio tra Seventh Avenue e Sterling Place, spargendo rottami e dando fuoco a dieci condomini costruiti in pietra arenaria, il Pillar of Fire Church, la Funeral Home McCaddin, una lavanderia cinese e una salumeria. Sei persone a terra persero la vita. Il jet della TWA si schiantò all'angolo nord-ovest di Miller Field, con alcune sezioni che finirono nel porto di New York.
Dopo la collisione non vi fu alcun contatto radio con i controllori del traffico da parte di nessuno dei due aeroplani, sebbene l'ATC del LaGuardia avesse avvistato un aereo in arrivo, in rapido movimento e non identificato, proveniente da Preston (il DC-8 della United Airlines).

### L'unico sopravvissuto allo scontro
L'unica persona a sopravvivere inizialmente allo schianto fu un ragazzo di 11 anni di Wilmette, Illinois. Stava viaggiando sul volo 826 non accompagnato per trascorrere il Natale a Yonkers con parenti. Fu spinto fuori dall'aereo in un banco di neve, che spense i suoi abiti in fiamme. Sebbene fosse vivo e cosciente, era gravemente ustionato e aveva inalato i fumi del combustibile ardente. Morì di polmonite il giorno successivo.

## Le indagini
La probabile causa dell'incidente fu identificata in un rapporto del Civil Aeronautics Board degli Stati Uniti:

## Cultura di massa
La collisione è rappresentata nel 5º episodio della prima stagione del documentario "Why Planes Crash" di The Weather Channel. L'episodio si intitola "Collision Course" ("Rotta di collisione") ed è stato trasmesso per la prima volta nell'aprile 2013.